# Thomas George Frederick Cochrane, 2nd Baron Cochrane of Cults
Thomas George Frederick Cochrane, 2nd Baron Cochrane of Cults, DSO, MID, britanski plemič, častnik in odvetnik, * 19. marec 1883, † 8. december 1968. 
Rodil se je kot peti otrok in prvi sin Thomasa Cochrana, 1, barona Cochrane of Cults.
17. januarja 1951 je nasledil svojega očeta kot drugi baron Cochrane iz Cultsa.

## Družina
Imel je tri otroke:
1. Thomas Charles Anthony Cochrane, 3rd Baron Cochrane of Cults
2. Ralph Henry Vere Cochrane, 4th Baron Cochrane of Cults
3. Hon. John Douglas Julien Cochrane